# Jacques Hagenaars
Jacques A. Hagenaars (19 februari 1945 - Oisterwijk, 16 oktober 2024) was een Nederlands socioloog, methodoloog en hoogleraar Methoden en Statistiek aan de Universiteit van Tilburg (UvT).

## Levensloop
Hagenaars deed in 1963 eindexamen Gymnasium en behaalde in 1969 zijn doctoraal in de sociologie (cum laude) aan de Katholieke Hogeschool Tilburg, de voorloper van de Universiteit van Tilburg. Hij werd aansluitend aangesteld als wetenschappelijk medewerker bij de vakgroep Statistiek en Methoden van diezelfde universiteit. In 1975 werd hij bevorderd tot wetenschappelijk hoofdmedewerker. Na zijn promotie in 1985 op een proefschrift getiteld Loglineaire Analyse van Herhaalde Surveys; Panel-, Trend-, en Cohortonderzoek werd hij in 1989 benoemd tot hoogleraar Methodenleer aan dezelfde vakgroep. Van 2000 tot 2005 was hij daarnaast vice-decaan onderzoek van de faculteit Sociale Wetenschappen van de KUB. In 2009 ging Hagenaars met emeritaat. In 2011 was Hagenaars lid van de commissie die de fraude van de Tilburgse sociaal-psycholoog Diederik Stapel onderzocht.

## Werk
Hagenaars' onderzoek concentreerde zich op twee gebieden. Ten eerste, de analyse van kwalitatieve, categorische dan wel nominale gegevens met behulp van loglineaire modellen en latenteklasseanalyse. Dergelijke gegevens komen in de sociologie en andere sociale wetenschappen vaak voor, maar kunnen niet met behulp van de gebruikelijke methoden (zoals regressie- en correlatie-analyse) worden verwerkt. Hagenaars ontwikkelde, vaak samen met promovendi zoals Jeroen Vermunt, Ton Heinen en Frank van de Pol, methoden om dit soort gegevens te analyseren. Hij combineerde deze interesse met zijn expertise op het gebied van de analyse van longitudinale gegevens, dat wil zeggen, gegevens die op meerdere momenten verzameld zijn gedurende langere periode. Ook op dit gebied begeleidde hij enkele promovendi, waaronder Toon Taris. Verder heeft hij veel werk verricht met betrekking tot causale analyse, onder meer met Marcel Croon en promovendus Emmanuel Aris, en op het gebied van marginale modellen.

## Publicaties
Een selectie van zijn belangrijkste wetenschappelijke artikelen:
- Hagenaars, Jacques A. and Niko P. Cobben (1978). Age, cohort, and period: a general model for the analysis of social change. The Netherlands Journal of Sociology, 14, 59-91.
- Hagenaars, Jacques A. (1988). Latent structure models with direct effects between indicators local dependence models. Sociological Methods and Research, 16, 379-405.
- Hagenaars, Jacques A. and Loek Halman (1989). Searching for ideal types: The potentialities of latent class analysis. European Sociological Review, 5, 81-96.
- Hagenaars, Jacques A. (1998). Categorical Causal Modeling: Latent Class Analysis and Directed Log-linear Models with Latent Variables. Sociological Methods and Research, 26, 436-486.

Boeken:
- Hagenaars, Jacques A. (1990). Categorical longitudinal data: Log-linear panel, trend, and cohort analysis. Sage: Newbury Park
- Hagenaars, Jacques A. (1993). Loglinear models with latent variables. Sage: Newbury Park
- Hagenaars, Jacques A. and Allan McCutcheon (Eds.) (2002).  Applied latent class analysis. Cambridge University Press
- Bergsma, Wicher and Marcel Croon and Jacques A. Hagenaars (2009).  Marginal Models: for Dependent, Clustered, and Longitudinal Categorical Data. Springer: NY